# Magazine (banda brasileira)
O Magazine foi uma banda brasileira de new wave, formada em São Paulo, no início dos anos 1980, que contava, em sua formação, com Kid Vinil (vocais), Lu Stopa (baixo), Trinkão (bateria) e Ted Gaz.
A banda começou com o nome Verminose, sendo trocado para Magazine por ocasião da assinatura do contrato com a WEA (atual Warner Music), por questões comerciais.
Em 1980, o ainda desconhecido Antonio Carlos Senefonte juntou-se ao baterista Trinkão, ao baixista Lu Stopa e ao roadie Philé, que logo daria lugar a Minho K (pseudônimo artístico de Celso Pucci) para gravar uma demotape, hoje perdida. O nome da banda - Verminose - foi uma sugestão do radialista Alf Soares.

## Histórico
O então Verminose tocou em praticamente todos os palcos existentes em São Paulo, naquela época. Os integrantes do Verminose viram-se envolvidos em uma confusão generalizada, no palco do Teatro Lira Paulistana, no auge do conflito entre os punks da capital e os do ABC paulista. Nesta época, 1983, Kid Vinil havia concedido uma entrevista à revista Veja, criticando a cena punk paulista, sendo acusado de "traidor do movimento". Depois disso, a banda decide remodelar seu som, inspirando-se no rockabilly e na estética new wave, optando por também alterar o nome para Magazine, baseado no grupo homônimo inglês, liderada pelo vocalista Howard Devoto. 
A banda acabou sendo uma das primeiras contratadas da chamada safra paulistana da WEA, que também incluíram, posteriormente, Ultraje a Rigor, Ira!, Titãs, entre outras.
Por intermédio de Pena Schmidt, a banda gravou, no estúdio dos músicos Tico Terpins e Zé Rodrix, o Áudio Patrulha, o primeiro compacto simples pela WEA, que continha a faixa "Sou Boy". Completava o compacto a faixa "Kid Vinil".
A banda entra em estúdio para a gravação de seu primeiro LP (nesta época, era comum para as gravadoras lançarem os novos artistas em compactos simples, baratos de serem produzidos, para, dependendo da receptividade do público, lançar um LP ou, ainda, mais um compacto). O primeiro álbum, homônimo, foi lançado em 1983, e continha várias canções compostas por Tico Terpins e Zé Rodrix, mais algumas releituras de músicas da jovem guarda, que faziam parte do repertório do grupo ao vivo. Deste LP, foi extraído o segundo compacto, "Adivinhão", gravada originalmente por George Freedman, em 1961. O disco continha, ainda, uma versão roqueira para a música Fuscão Preto, consagrada no ano anterior na voz de Almir Rogério e que no mesmo ano foi lançado o filme honônimo, a qual Almir participou.
No ano seguinte, a banda grava mais um compacto: "Tic Tic Nervoso", que posteriormente se tornou trilha da novela Livre para Voar, da Rede Globo. Com a agenda cheia, a banda tocava em todos os lugares do país. Kid Vinil, em entrevista, relembrou, dessa fase, um show na cidade de Manaus, no Amazonas: "serviram pra gente depois do show, uma tartaruga gigante inteira preparada na hora..." "Tic Tic Nervoso" era uma composição da dupla Antonio Luiz e Marcos Serra produzida por Liminha e Ted Gaz.
Após os lançamentos, o Magazine entrou em crise, sem saber qual direção musical tomar. Pressionados pela gravadora, lançaram no primeiro semestre de 1985 "Glub Glub no Clube", composição de Ted Gaz.
Neste momento, sem planos de gravar um novo LP, o Magazine acabou emplacando mais uma música em trilha sonora de novela da Rede Globo. Com produção de Pena Schmidt e Liminha, produtores dos primeiros compactos do grupo, o Magazine fez uma nova canção sobre a letra de "Comeu", balada de Caetano Veloso. Com isso, o Magazine emplacou o tema da novela A Gata Comeu, com direito até a um videoclipe, produzido pela Rede Globo.
O lançamento da canção foi sucedido pela saída de Kid Vinil do Magazine, tendo ele, imediatamente, iniciado um novo projeto: Kid Vinil e os Heróis do Brasil. O Magazine ainda tentou seguir sem Kid Vinil, trazendo um novo vocalista (Pedrinho - ex-Beijo na Boca), chegando a gravar um compacto 12 polegadas pela Continental, que não emplacou e, como consequência, ocasionou a debandada em massa dos integrantes. O disco trazia as faixas "Pegue Seu Nariz" e "Nellie, o Elefante", versão para "Nellie, the Elephant", do grupo Toy Dolls.

### Nova formação
Em 1991, a banda se reuniu novamente, graças aos esforços de Lu Stopa e Trinkão, mais os guitarristas Joel e Carlos Nishimiya, ex-Maria Angélica Não Mora Mais Aqui e Kid Vinil. Esta nova fase da banda foi marcada por apenas alguns shows esporádicos, sem grandes divulgações. Em 1993, o guitarrista Joel foi substituído pelo bluesman Duca Belintani. Com essa formação, o grupo decide resgatar o nome Verminose. Em 1994, após a saída de Carlos Nishimiya (que havia tocado com Lu Stopa no Maria Angélica Não Mora Mais Aqui), após o fim da primeira formação do Magazine, o quarteto gravou o disco Xu-Pa-Ki, independente, pelo selo Verminose Records.
Em 1998, após algum tempo de silêncio, Kid Vinil retoma, uma vez mais, o Magazine com dois dos membros originais, Lu Stopa e Trinkão, além de Carlos Nishimiya. Lu Stopa ficou pouco tempo, desligando-se do Magazine para tocar junto à banda de Marcelo Nova. Foi substituído pelo jornalista musical e baixista Ayrton Mugnaini Jr..

### Anos 2000
No final de 2000, gravaram uma demotape para o selo Trama. Em junho de 2001, entram novamente em estúdio para a gravação do CD Na Honestidade, lançado no início de 2002. Das 16 faixas gravadas, foram lançadas 13 no disco. Por três meses, a primeira faixa de trabalho, "Conversível Irresistível", ficou disponível no site para download gratuito. E, depois, para as pessoas que adquiriam o CD, foi disponibilizada outra faixa, que não fazia parte do disco original. O álbum foi produzido pelo guitarrista Carlos Nishimiya.
No segundo semestre de 2001, a Warner reeditou, pela série Warner Arquivos, o único disco da banda pela gravadora em CD. Neste relançamento, seis faixas bônus foram incluídas: um outtake ("Professor Apaixonado", registrada durante as sessões de gravação do LP) e cinco das seis canções que a banda lançou exclusivamente em compactos pela Warner ("Tic-tic Nervoso", "Atentado ao Pudor", "Glub Glub no Clube", "Sapatos Azuis" e "Comeu" - somente "Crucial", lado b de "Comeu", não foi compilada para o CD).
Em 2004, o grupo encerra definitivamente suas atividades, e durante esse período, Kid Vinil trabalhou como DJ, VJ, e radialista. Em abril de 2017, após passar mal durante um show com outros artistas dos anos 80, em Conselheiro Lafaiete, em MG, Kid Vinil é internado em estado grave, devido a complicações da diabetes que sofria. Durante sua internação, que durou mais de um mês, Kid Vinil sofreu uma parada cardíaca, chegou a ser colocado em coma induzido, mas não resistiu,vindo a falecer no dia 19 de maio, aos 62 anos.

### Álbuns
- Magazine (1983, WEA/Elektra)
- Na Honestidade (2002, Trama)

### Singles
- "Sou Boy"/"Kid Vinil" (1983, WEA/Elektra)
- Adivinhão/Casa da Mãe (1983, WEA/Elektra)
- "Tic Tic Nervoso"/"Atentado ao Pudor" (1984, WEA/Elektra)
- Glub Glub no Clube"/"Sapatos Azuis" (1985, WEA/Elektra)
- "Comeu"/"Crucial" (faixa instrumental baseada em "Comeu") (1985, WEA/Elektra)
- "Pegue Seu Nariz"/"Nellie", o Elefante (1987, Continental)

### Coletâneas
- Neo Rock (1984, WEA) [Coletânea lançada, com duas faixas cada, de Magazine, Titãs, Ultraje a Rigor, Azul 29 e Degradée. O Magazine comparece abrindo o lado A com "Tic Tic Nervoso" e fechando o lado B com "Sou Boy".]